# Homosexualita a náboženství
Postoje různých náboženství k homosexualitě se různí, některá homosexualitu tolerují, většinou však jde o postoje odmítavé až zakazující a potlačující. Například vztah křesťanství a homosexuality je jedním z diskutovaných témat v amerických „kulturních válkách“, rozdělujících společnost na dvě názorové fronty. Rovněž postoje lidí s gay orientací k náboženstvím a jejich institucím se liší.

## Křesťanství
Existuje několik biblických pasáží, které jsou tradičně chápány jako zákaz a odsouzení soulože mezi dvěma muži. V Novém zákoně se například píše, že ti, kdo jsou v moci hanebných vášní, zaměňují „přirozený styk za nepřirozený“. Za takovýto nepřirozený styk je mimo jiné považováno i to, když muži zanechávají „přirozeného styku s ženami“, aby „vzplanuli žádostí jeden k druhému“. Rovněž můžeme narazit na odsuzující zmínky vůči těm, kdo przní chlapce (tato zmínka odkazuje na odsuzování pedofilie nikoliv však homosexuality). V rámci různých překladů Bible jsou takovíto lidé (řecky αρσενοκοιτης, ARSENOKOITÉS) označováni jako „samcoložníci“ či „zvrácení“. Tyto novozákonní pasáže odrážejí postoj, jenž byl jednoznačně formulován již v tzv. Starém zákonu a jehož se rodící křesťanství přidržovalo:
| „                    | Kdyby muž spal s mužem jako s ženou, oba se dopustili ohavnosti; musejí zemřít, jejich krev padni na ně. | “ |
| — 3. Mojžíšova 20,13 | |   |

Nicméně v moderní době probíhají historické spory jak o dobový význam, kontext a správnost překladu těchto pasáží, tak o to, zda i tyto pasáže nepatří ke stovkám dalších v Bibli uvedených, které se nepovažují za závazné pro dnešní dobu. Oficiální doktríny židovských, křesťanských i islámských institucí a komunit se s větším či menším důrazem hlásí k tradičnímu postoji.[zdroj?]
Vztah nebo soužití dvou lidí stejného pohlaví obecně předmětem odsudku nebýval. Naopak, hluboce emocionální osudové přátelství Jónatana, syna krále Saula, k Davidovi, budoucímu izraelskému králi, opěvuje David v Bibli také slovy „Stýská se mi po tobě, můj bratře Jónatane, byls ke mně pln něhy, tvá láska ke mně byla podivuhodnější nad lásku žen“. Tato láska ovšem nebyla vnímána jako překážka toho, aby se Jónatan i David oženili a zplodili děti.
V pozdním středověku a novověku až dosud církve nejen na homosexuální soulož, ale i na nápadnější vztahy hleděly s nedůvěrou, která mnohdy nabývala podob diskriminace nebo tvrdé represe.[zdroj?]

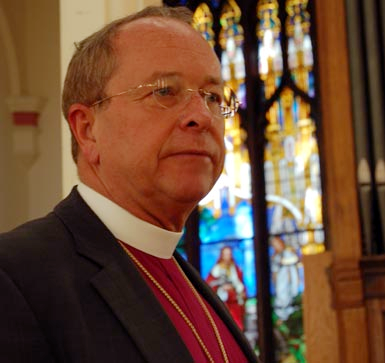
Gene Robinson, homosexuální biskup Episkopální církve v diecézi New Hampshire.

Otázka přístupu k homosexuálním lidem uvnitř anglikánských církví nabyla na významu v roce 2003, kdy byl americkou Episkopální církví vysvěcen na biskupa Gene Robinson, žijící ve stejnopohlavním svazku. Ostrý nesouhlas konzervativních věřících vedl jednak k rozkolu uvnitř episkopální církve, když diecéze San Joaquin a větší počet farností formálně církev opustily a přešly k cizozemským anglikánským církvím, jednak k rozporům v rámci celého anglikánského společenství, kde zatím byla celá situace provizorně vyřešena tím, že episkopální církev pod hrozbou vyloučení přislíbila praxi podobných svěcení a žehnání stejnopohlavních svazků pozastavit. Výrazná názorová nejednotnost mezi konzervativnějšími anglikány v Británii a afrických zemích a liberálnějšími anglikány v Severní Americe však stále panuje a je považována za závažnou hrozbu, která může vyústit v rozpad celého anglikánského společenství.
Problematizovaným tématem ve vztahu římskokatolické církve k homosexualitě se stala Instrukce o kněžství a homosexualitě, kterou 4. listopadu 2005 vydala vatikánská Kongregace pro katolickou výchovu. Tato instrukce byla reakcí církve na její rozsáhlou skandalizaci kvůli sexuálním kontaktům některých kněží s mladistvými a dětmi a kvůli zatajování těchto případů církevními činiteli. Instrukce zakazuje přijímat do kněžského semináře osoby, které mají hluboce zakořeněné homosexuální sklony nebo sympatizují s tzv. gay-kulturou, a udílet takovým osobám svěcení. Toto omezení je podle církve oprávněné a přiměřené k zajištění zájmů a postojů církve a je součástí posuzování kvalifikace kandidáta na kněžství. V některých obhajobách instrukce se zdůrazňuje, že je povinností církve, aby dostatečně zajistila posouzení kvalifikace kandidáta na kněžství, přičemž kandidáti na kněžství neochotní podřídit se církevnímu postupu v otázkách homosexuality jsou za nedostatečně kvalifikované považováni. Způsob současného výběru kněží je obhajován i s poukazem na neexistenci nároku kandidáta na svěcení.
Od 6. října 2014 probíhala římskokatolická biskupská synoda zabývající se otázkami rodiny, sexuality a manželství. Z týdenních rozhovorů vzešel mimo jiné dokument nazvaný Relatio. Ten na jedné straně nenaznačoval zásadní změnu v dosavadním odmítání homosexuálních aktů ani stejnopohlavních manželství. Italský arcibiskup a teolog Bruno Forte k tomu ku příkladu uvedl, že je církev zásadně „proti užívání stejné terminologie“ pro stejnopohlavní a různopohlavní svazky. Na straně druhé dokument deklaroval, že homosexuální lidé mají „mnohé dary a vlastnosti, kterými mohou křesťanské společenství obohatit,“ a vyzýval k uznání pozitivních aspektů stejnopohlavních párů. Uváděl: „Aniž bychom popírali morální problémy, související se svazky homosexuálů, v některých případech jejich vzájemná pomoc ale může poskytnout cennou oporu v životě partnerů.“ Zatímco římskokatolické skupiny za práva gayů dokument vítaly jako „významný krok kupředu“ (americká New Ways Ministry), konzervativní náboženské skupiny jej kritizovaly i jako „zradu katolických rodičů po celém světě“ (pro-life iniciativa Voice of the Family). Podle vyjádření vatikánského experta Johna Thavise dokument zjevně zohledňuje touhu papeže Františka po zavedení shovívavějšího pastoračního přístupu k manželství a rodinným záležitostem. Již v létě 2013 byl široce citován papežův výrok: „Pokud je někdo gay a hledá Boha a má dobrou vůli, kdo jsem já, abych ho soudil?“
Presbyteriánská církev USA jako jedna z největších protestantských církví ve Spojených státech vydala v březnu 2015 prohlášení, jímž se postavila za církevní sňatky stejnopohlavních párů. Podle většinově schváleného textu „manželství představuje ojedinělý svazek mezi dvěma lidmi, tradičně mužem a ženou“. Ve státech, které umožňovaly zákonný stejnopohlavní sňatek, oddávali tyto dvojice zástupci církve již od června 2014, podle individuálního přesvědčení to však mohli odmítnout. S platností od června 2015 by však tato možnost měla odpadnout.

## Judaismus

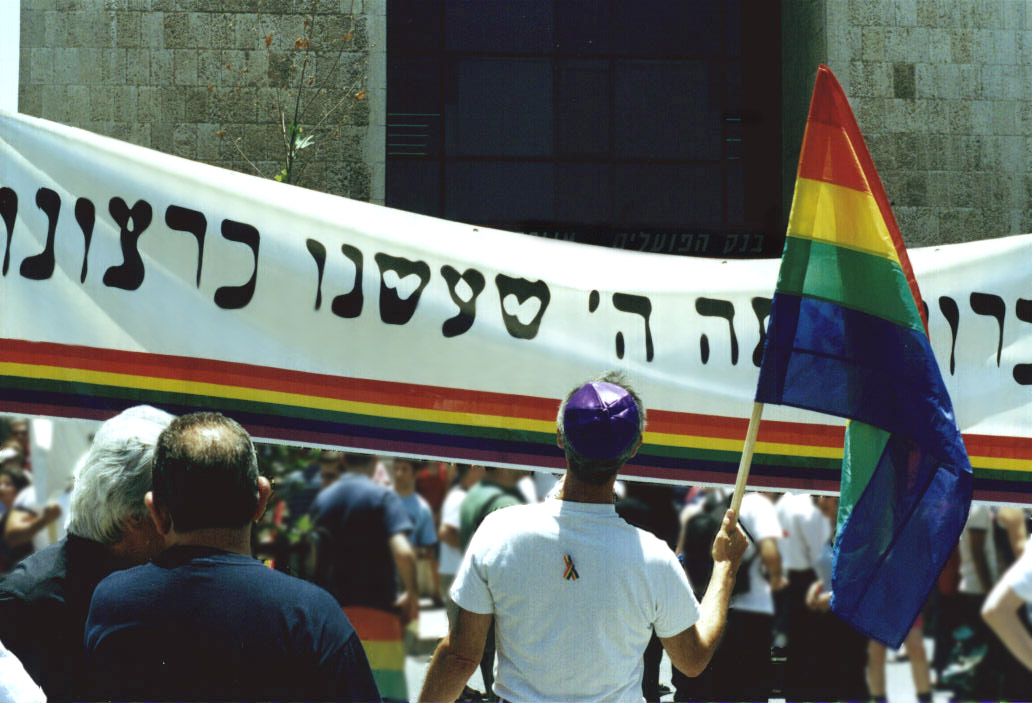
Gay Pride v Jeruzalémě v roce 2002. Na transparentu je uvedeno „Požehnán buď Hospodine, který jsi nás stvořil k obrazu svému.“

Judaismus nezastává ve vztahu k homosexualitě jednotný a neměnný postoj, což je dáno především rozličnou strukturou jeho denominací. Primárním vyjádřením postoje judaismu k homosexualitě je Tóra, neboli pět knih Mojžíšových. Konkrétně se jedná o knihu Leviticus, ve které se uvádí: „Nebudeš obcovat s mužem jako se ženou. Je to ohavnost.“ (Lv 18,22) a „Kdyby muž spal s mužem jako se ženou, oba se dopustili ohavnosti; musejí zemřít, jejich krev padni na ně.“ (Lv 20,13). Na základě těchto pasáží je homosexualita zakázaná halachou (židovské náboženské právo). V židovské části Bible, známé jako Tanach, je však explicitně zmiňována (a zakazována) pouze mužská homosexualita. Naproti tomu ženská homosexualita je zakázána až talmudickými zákony a podobnou disproporci mezi mužskou a ženskou homosexualitou lze nalézt i v autoritativním halachickém kodexu Mišne Tora, jehož autorem je Maimonides; ten totiž mužskou homosexualitu označuje jako „hlavní zločin“, zatímco ženskou homosexualitu za „obscénnost.“
Ortodoxní judaismus proto vnímá homosexualitu jako hříšnou a opovrženíhodnou praktiku a ani neumožňuje, aby se osoba homosexuální orientace stala rabínem. Příčinu homosexuálních praktik u lidských jedinců totiž nevidí v biologické sféře, ale ve sféře duchovní a mravní. Tento postoj se dá vyjádřit i takto: „Když spí muž s dnešní ženou, leze vlastně do postele se všemi jejími milenci. Kvůli tomu je v současné době mnoho homosexuálů, protože moderní člověk spí duševně s bezpočtem dalších lidí.“ Jiný postoj však zaujímají progresivní proudy judaismu. Například konzervativní judaismus je ve vztahu k homosexuálům více flexibilní a od roku 2006 umožňuje homosexuálům stát se rabínem. V tomto ohledu se jedná rovněž o posun, neboť ještě počátkem 90. let konzervativní hnutí přijímalo gaye a lesby za členy svých kongregací, ale neumožňovalo, aby se stali rabíny a rabínkami. Reformní judaismus pak zaujímá zcela opačný postoj než ortodoxní judaismus a gayové a lesby se v této denominaci judaismu mohou stát jak kantory, tak rabíny, a to od roku 1990, kdy reformní hnutí schválilo přijímání otevřeně homosexuálních a bisexuálních osob do rabínských seminářů. První reformní gay synagoga (Bet Chajim Chadašim) byla založena v Los Angeles roku 1972. Reformní hnutí rovněž umožňují náboženské sňatky osob stejného pohlaví.

## Islám
Všechny hlavní Islámské frakce homosexualitu zapovídají. Na stejnopohlavní touhy Islám nahlíží jako přirozené puzení, sexuální vztahy však představují prohřešek proti přirozené úloze a cíli pohlavního styku.
Islámské učení předpokládá stejnopohlavní přitažlivost, velebí však zdrženlivost a (podle Koránu) zatracuje konzumování této přitažlivosti. V souladu s tímto učením je v islámských zemích mužská touha po mladých mužích široce očekávána a tolerována jako lidská charakteristika podobná obdivu nebo zalíbení ke starším a moudřejším sourozencům. Homosexuální styk je interpretován jako forma chlípnosti a přestupek proti Koránu.
Diskurz homosexuality v Islámu se primárně zaměřuje na aktivity mezi muži. Vztahy mezi ženami, jsou-li pokládány za problematické, jsou brány podobně jako cizoložství.
Islám umožňuje a schvaluje bratrskou lásku mezi sourozenci stejného pohlaví. Sexuální styk mezi nimi však zcela zakazuje. Mnozí autoři využívali tohoto přístupu k otevřenému psaní o bratrské lásce mezi muži při zachování proklamované cudnosti.

## Buddhismus

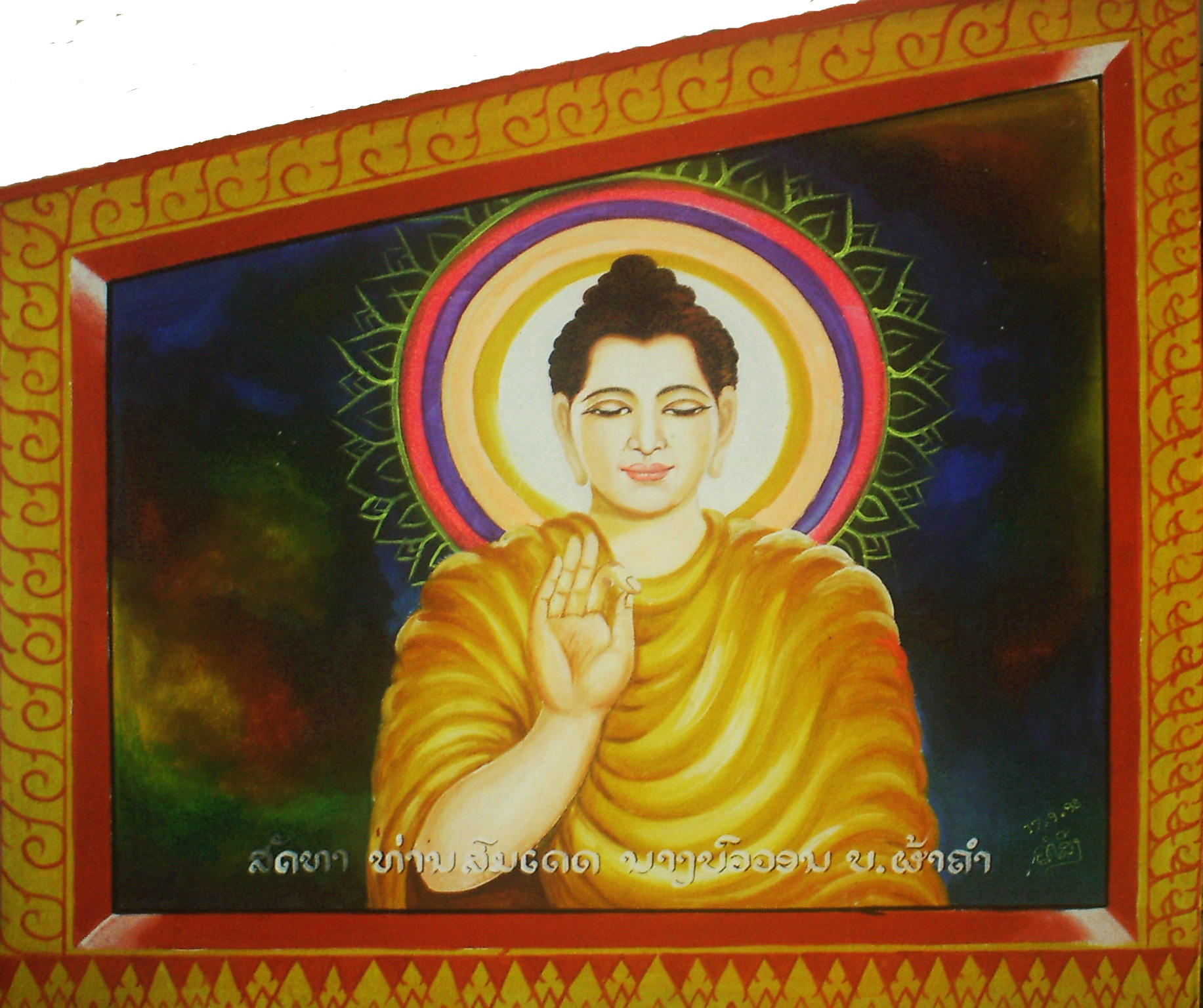
Buddha je často vyobrazován jako androgynní a asexuální postava, jako na tomto obraze z laoského klášetera.

Učení buddhismu se dělí do několika hlavních proudů. Nejstarší nauka Théraváda, rozšířená zejména v Thajsku, Laosu, Kambodži, Barmě a na Srí Lance mnichům ukládá celibát, tedy abstinenci od sexu jakéhokoli typu. Ostatní buddhisté by se měli řídit Pěti základními pravidly, z nichž třetí nabádá zdržet se nesprávného sexuálního chování. Posouzení takového chování se odvíjí od toho, zda je příslušné chování oboustranně souhlasné, zda způsobuje újmu a žal, anebo prospěch a radost, zda je motivováno láskou, šlechetností a porozuměním, zda napomůže, anebo naruší dosažení cílů (konečného duchovního osvobození). Protože Tripitaka homosexualitu nijak explicitně nezmiňuje, většina vykladačů usuzuje, že by měla být hodnocena v souladu s těmito zásadami. Buddhismus oproti řadě západních náboženství nepřikládá takovou důležitost rozmnožování, byť je samozřejmě pojímá pozitivně. V praxi nejsou země s rozšířením učení Théraváda homosexualitě příliš nakloněny, což souvisí s kulturními normami a takovým pojetím karmy, že homosexualita je karmickým trestem za heterosexuální prohřešek v minulém životě.
Dalajláma v roce 1997 prohlásil, že jiné než penilně-vaginální sexuální aktivity jsou zapovězené. Zároveň však zmínil, že toto pravidlo platí pro buddhisty a že ze společenského hlediska mohou být stejnopohlavní vztahy vzájemně prospěšné, příjemné a neškodné. S ohledem na Dalajlámův aktivismus v oblasti lidských práv se požadavek nenásilí a nediskriminace i rovnost práv týká také gayů a leseb.

## Hinduismus
Postoje vůči homosexualitě v hinduismu nejsou jednotné a různé náboženské proudy mají vlastní náhled. Homosexualita obecně je považována za jeden z možných projevů lidské touhy. Ačkoli některé hinduistické dharmické texty homosexualitu zakazují, řada hinduistických mytických příběhů líčí homosexuální zkušenosti jako přirozené a radostné . Několik hinduistických chrámů má řezbářské práce, které líčí muže i ženy, provozující homosexuální pohlavní styk . Vztahy mezi osobami stejného pohlaví byly zastoupeny v hinduismu od védských dob až po současnost v rituálech, zákonech, umění a náboženských a mytických příbězích. To, jestli tato znázornění homosexualitu přijímají nebo zavrhují, je předmětem diskuze jak v náboženství, tak i mimo něj.
Na rozdíl od západní společnosti, hinduistická společnost nezná koncept sexuální orientace, která by muže klasifikovala na základě toho, kdo je předmětem jejich sexuální touhy. Existuje ale tzv. třetí pohlaví (Hidžra), které zahrnuje osoby, které v sobě mají silné mužské i ženské prvky. Přestože hinduistická společnost formálně neuznává sexualitu mezi muži, sexualita mezi mužem a osobou tzv. třetího pohlaví hidžra je formálně uznávána jako variace pohlavního styku mezi mužem a ženou. Pohlavní styk mezi muži (ne mezi muži a třetím pohlavím) je i přesto skrytě a neformálně provozován v oddělených pánských prostorách. Obdobně jako v některých jiných nezápadních kulturách, pohlavní styk mezi muži je považován za více či méně obvyklý projev mužství, který ale není společensky žádoucí.